# Bermudas en los Juegos Paralímpicos de Londres 2012
Bermudas estuvo representada en los Juegos Paralímpicos de Londres 2012 por una deportista femenina. El equipo paralímpico bermudeño no obtuvo ninguna medalla en estos Juegos.